# Androzeugma mollior
Androzeugma mollior är en fjärilsart som beskrevs av Louis Beethoven Prout 1922. Androzeugma mollior ingår i släktet Androzeugma och familjen mätare. Inga underarter finns listade i Catalogue of Life.